# Infračervená spektroskopie

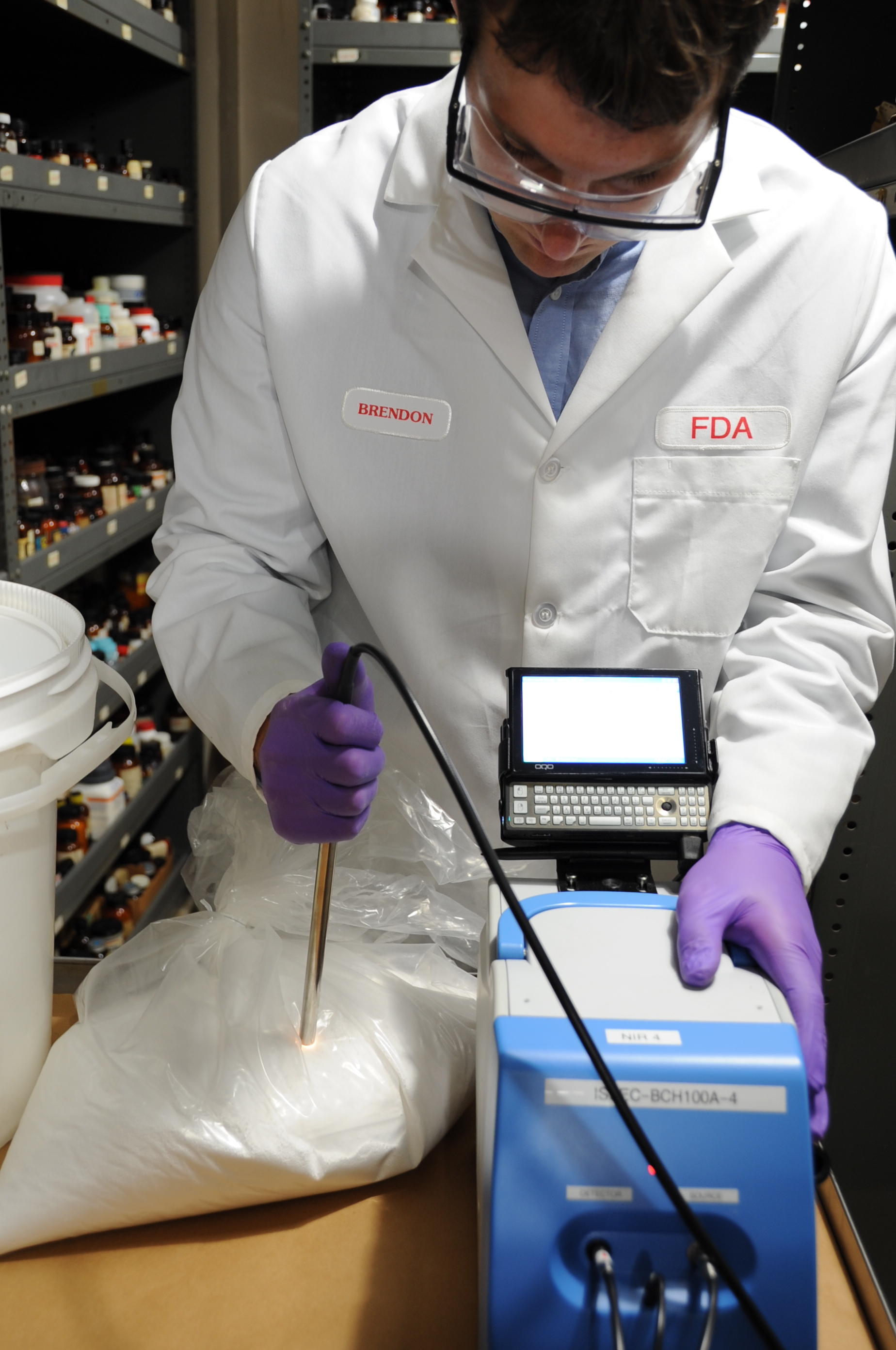
Přenosný infračervený spektrometr k detekci nelegálních látek v potravinách

Infračervená (IČ) spektroskopie nebo vibrační spektroskopie (InfraRed (IR) spectroscopy) je metoda fyzikální analýzy, která je založena na měření interakce infračerveného záření (vlnová délka 800 nm až 1 mm) s látkou, která je složena z molekul. Při této interakci dojde k absorpci vhodného fotonu molekulou látky a ten změní její vibrační nebo rotační pohyb. Tyto změny jsou pro každou látku charakteristické. Díky infračervené spektroskopii je možné tyto změny změřit a použít k další analýze.
Infračervená spektroskopie patří mezi absorpční metody, neboť zkoumá spektrum vzniklé absorpcí záření daným vzorkem. Umožňuje kvalitativní i kvantitativní analýzu. Používá se k identifikaci neznámých látek, ke kvantitativnímu stanovení známých látek nebo k objasnění jejich struktury. Umožňuje pracovat s látkami v pevné, kapalné nebo plynné formě.
Infračervená spektroskopie je jednou z metod molekulární spektroskopie, která je založena na excitaci energetických stavů v molekulách. Podobnými metodami jsou Ramanova spektroskopie a UV/VIS spektroskopie. Všechny tyto spektroskopické metody analytické chemie patří mezi metody elektromagnetické spektroskopie.

## Infračervené záření
Infračervené záření je elektromagnetické záření s vlnovou délkou větší než má viditelné světlo, ale menší než má mikrovlnné záření. Název znamená pod červenou (latinsky infra – česky pod, latinsky red – česky červený). Infračervená spektroskopie pracuje se zářením v infračervené oblasti elektromagnetického spektra, které má vlnovou délku 0,78 až 1000 μm, vlnové číslo (vlnočet, kmitočet, frekvence) 10 až 4000 cm−1 a energii fotonů 0,0012 až 1,63 eV. Tuto oblast můžeme dále rozdělit na tři části (dekády):
- blízká infračervená oblast (vlnová délka 0,78–2,5 μm, vlnočet 12 500 – 4000 cm−1)
- střední infračervená oblast (vlnová délka 2,5–50 μm, vlnočet 4000–200 cm−1)
- vzdálená infračervená oblast (vlnová délka 50–1000 μm, vlnočet 200–10 cm−1)

Platí, že pokud je látka ozářena elektromagnetickým zářením, jsou absorbovány pouze určité vlnové délky, vlnová čísla a určité energie. Infračervené záření má tyto hodnoty v rozsahu energií rotačních úrovní malých molekul a vibračních úrovní molekulárních vazeb. Proto vede absorpce infračerveného záření k rotačnímu a vibračnímu vybuzení vazeb. Parametry absorpce jsou charakteristické pro příslušné vazby, a proto lze tímto způsobem identifikovat látky a jejich strukturu.
Množství absorbovaného záření lze zaznamenat dvěma způsoby:
- Absorbance (A) určuje, jaká část záření při dané energii se absorbovala vzorkem.
- Transmitance (T) určuje, jaká část záření při dané energii projde vzorkem na detektor.

Pro přepočet transmitance na absorbanci platí vzorec: A = − log(T)

## Vibrační a rotační pohyb
Mikroskopicky lze látky charakterizovat jako soubory různě vázaných stavebních částic (molekuly, atomy a ionty). Stavební částice nejsou vůči sobě nehybné, ale v určitém pohybu, který může být:
- vibrační (kmitavý) pohyb jednotlivých atomů v molekule

- rotační (otáčivý) pohyb molekul kolem určité osy

Vysvětlením vibračních a rotačních pohybů mezi sousedními atomy a molekulami je jejich vzájemná interakce – přitažlivost nebo odpudivost. To způsobuje, že jejich vazebná vzdálenost je na optimální úrovni. Mechanicky si to lze představit, jako by tyto částice byly navzájem spojeny pružinami. Síla potřebná k vychýlení pružiny je popsána Hookovým zákonem pružiny. Pokud je taková molekula vystavena infračervenému záření, dochází k jejímu vybuzení, tedy ke změně vibračních nebo rotačních pohybů a tím ke změně vazebných vzdáleností.

### Vibrační pohyb

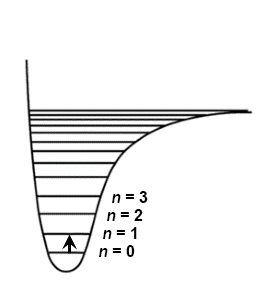
Grafické znázornění vibračních energetických hladin

- Grafické znázornění vibračních energetických hladinKmitání jednotlivých atomů v molekule vytváří vibrační energetické hladiny (také stavy). Spektrum vznikající při přechodech mezi vibračními energetickými hladinami se nazývá vibrační.
- Mezi jednotlivými vibračními energetickými hladinami jsou relativně malé vzdálenosti (∼0,1 eV). Jsou však o něco větší než vzdálenosti mezi rotačními energetickými hladinami.
- Přechody mezi jednotlivými vibračními hladinami jsou provázeny pohlcením nebo vyzářením fotonu. Vlnové délky se obvykle pohybují v infračervené oblasti spektra v intervalech od 10000 Å do 0,1 mm.

#### Typy vibračních pohybů
|          | Symetrické vibrační pohyby                       | Nesymetrické vibrační pohyby                            |
| Radiální | Symetrické protažení (symmetric stretching – νs) | Nesymetrické protažení (antisymmetric stretching – νas) |
| Šířkové  | Nůžky (scissoring – δ)                           | Houpání (rocking – ρ)                                   |
| Podélné  | Vrtění (wagging – ω)                             | Kroucení (twisting – τ)                                 |

#### Valenční a deformační vibrace
V infračervené spektroskopii organických sloučenin se rozpoznávají dvě hlavní oblasti vibrací v molekulách:
- Valenční vibrace (stretching, vlnočet 4000–1500 cm−1) – mění se délka vazby
- Deformační vibrace (bending, vlnočet 1500–500 cm−1) – mění se valenční úhel. Deformační vibrace jsou pro látky charakteristické a jejich spektrální zobrazení se nazývá oblast otisku prstu (Fingerprint region). Jde především o jednoduché vazby (například C–Cl, C–O, C–C)

## Rotační pohyb
- Rotace molekul vytváří rotační energetické hladiny. Spektrum vznikající při přechodech mezi rotačními energetickými hladinami se nazývá rotační.
- Mezi jednotlivými rotačními hladinami jsou relativně malé vzdálenosti (∼1 meV), tedy i vzdálenosti mezi jednotlivými rotačními spektrálními čárami jsou malé. Jsou ještě o něco menší než vzdálenosti mezi vibračními energetickými hladinami.
- Přechody mezi jednotlivými rotačními stavy jsou provázeny pohlcením nebo vyzářením fotonu. Vlnové délky se obvykle pohybují na rozhraní mikrovlnného záření a infračerveného záření v intervalech od 0,1 mm do 1 cm.

## Vibračně rotační pohyb
- U plynů je obvykle pozorováno rozštěpení vibračních čar, které vzniká v důsledku rotace molekul. Taková spektra se pak označují jako vibračně rotační spektra.
- Vibračně rotační spektrum představuje hustou soustavu spektrálních čar, které vznikají při přechodu mezi různými rotačními stavy jedné vibrační hladiny a rotačními stavy jiné vibrační hladiny.
- Pokud má spektrometr, kterým je spektrum získáno, malou rozlišovací schopnost, získáme místo spektrálních čar široké signály, které se označují jako vibračně rotační pásy.

## Absorpce infračerveného záření
Infračervené záření se energeticky nachází v rozsahu rotačních úrovní malých molekul a vibračních úrovní molekulárních vazeb. Proto jeho absorpce vede ke změně rotace malých molekul nebo vibračnímu buzení vazeb. Dochází tedy k excitaci molekul na vyšší energetickou vibrační nebo rotační hladinu. Energie záření, která je k tomu zapotřebí, je pro příslušné molekuly a vazby charakteristická a musí splňovat určitá kritéria:
- K interakci mezi zářením a molekulou může dojít pouze v případě, pokud má molekula proměnlivý nebo indukovaný dipólový moment.
- Energie je kvantována, neboť molekula může pohltit pouze energii, která odpovídá daným hladinám její vibrační nebo rotační energie. Výsledkem absorpce energie je, že se zvýší amplituda vibrace (vazba se víc zkracuje a natahuje) nebo rychlost rotace (otáčení molekuly se zrychlí).
- Různé molekuly se po absorpci záření chovají různě vzhledem ke svému složení. Tyto odlišnosti jsou způsobeny především různou energií molekul, délkami vazeb a vnitřním pohybem atomů v molekulách.
- Určitá energie, vlnová délka a vlnové číslo infračerveného záření pohlceného molekulou odpovídá určitému molekulovému pohybu.

Některé funkční skupiny a jim odpovídající pásma infračerveného záření (vlnočty v cm^{−1}). Například karboxylová skupina –COOH bude obsahovat pásmo C = O na 1700 cm^{−1} a –OH pásmo na 3500 cm^{−1}

- Některé funkční skupiny a jim odpovídající pásma infračerveného záření (vlnočty v cm−1). Například karboxylová skupina –COOH bude obsahovat pásmo C = O na 1700 cm−1 a –OH pásmo na 3500 cm−1Změřením absorbovaného infračerveného spektra je možné určit, jaké druhy vazeb či funkčních skupin jsou přítomny v molekule dané látky. Příklady funkčních skupin a jim odpovídajících pásem infračerveného záření jsou na vedlejším obrázku.

## Přístroje

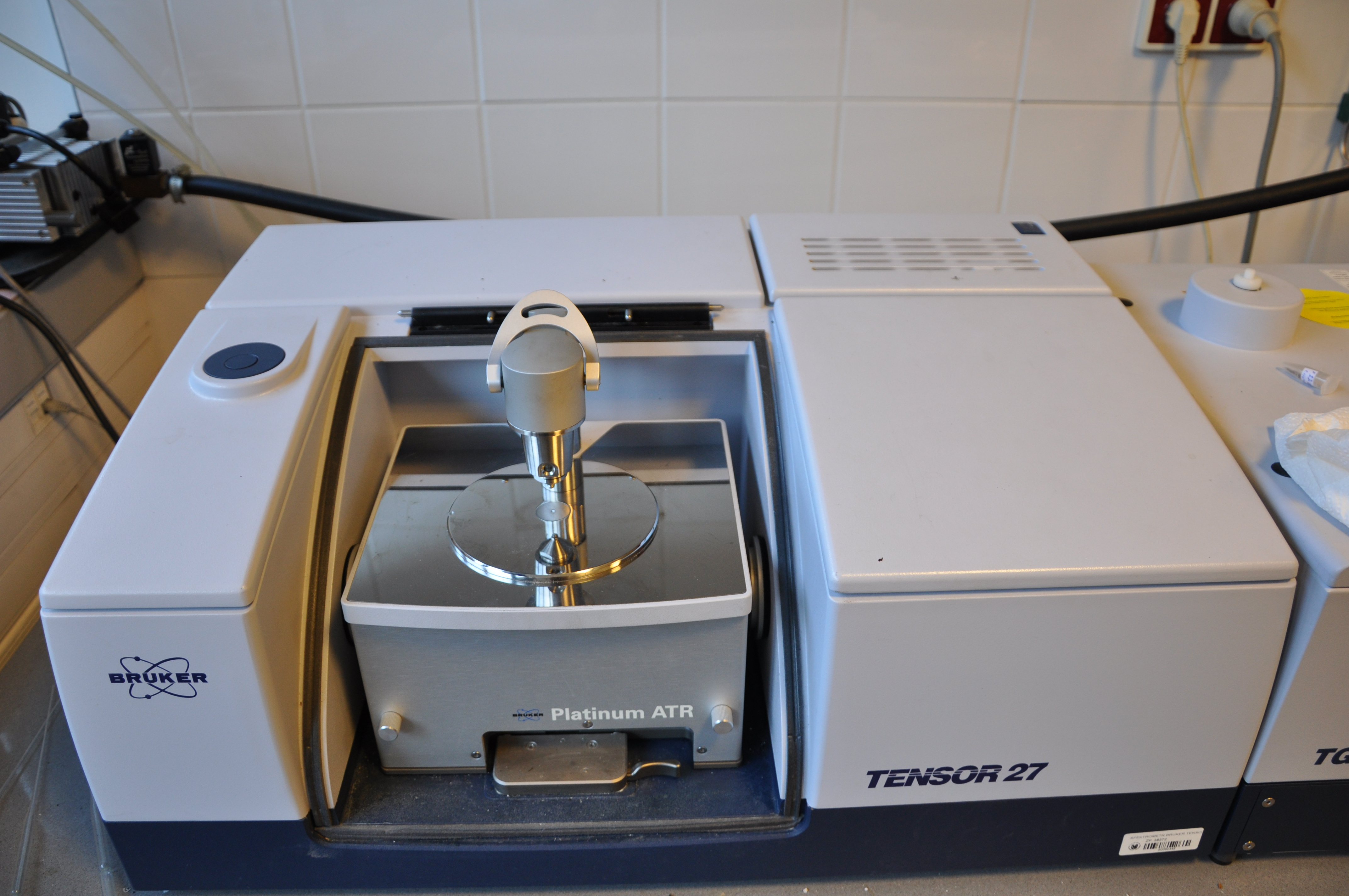
Ukázka FTIR spektrometru: Bruker Tensor 27 s ATR modulem

Infračervená spektroskopie se provádí pomocí přístroje zvaného infračervený spektrometr, který produkuje infračervené spektrum, nechá jej působit na zkoumanou látku a potom vzniklé spektrum vyhodnotí. Běžným laboratorním přístrojem, který tuto techniku využívá, je infračervený spektrometr s Fourierovou transformací (FTIR).

Ukázka grafu absorpce infračerveného záření brometanem (CH_{3}Br)

Výsledkem měření je infračervené spektrum, které lze vizualizovat v grafu absorpce (nebo propustnosti) infračerveného světla. Na svislé ose je absorpce a na vodorovné ose vlnočet nebo vlnové délky.
Výhodou infračervené spektroskopie je nízká spotřeba vzorku a nedestruktivnost metody, například při použití bezkontaktního spektrometru či infračerveného mikroskopu.
Metody spektrální analýzy patří k velmi významným fyzikálním metodám chemické analýzy. Jejich největšími přednostmi jsou rychlost, přesnost a citlivost. K rozboru látky stačí její minimální množství a metoda navíc umožňuje její kvalitativní i kvantitativní analýzu.

## Aplikace
- V chemii při analýze výchozích látek a produktů.
- V průmyslu pro kontrolu čistoty vstupních látek, meziproduktů i produktů.
- Ve forenzní chemii. Při analýze se použije porovnání naměřeného spektra se spektrem drogy, případně vlákna v databázi spekter v počítači.[2]
- V lékařství ke studiu biologických systémů: například lipidů, proteinů nebo nukleových kyselin.
- Při analýze povrchových vrstev, pigmentů nebo barviv, například na obrazech nebo jiných výrobcích.